# Mirosław Adamczak
Mirosław Jan Adamczak (ur. 19 maja 1954 w Sobótce) – polski polityk, przedsiębiorca, handlowiec, ogrodnik, senator VI kadencji.

## Życiorys
W 1976 ukończył Technikum Kolejowe w Bielsku-Białej. Od 1973 pracował w Fabryce Samochodów Małolitrażowych w tym mieście. W latach 1980–1990 prowadził gospodarstwo ogrodnicze. W 1990 podjął własną działalność gospodarczą, zawodowo związany z branżą handlową. Był też ławnikiem Sądu Okręgowego w Kaliszu.
W wyborach samorządowych w 1998 bezskutecznie ubiegał się o mandat radnego Ostrowa Wielkopolskiego z listy Federacji Ostrowskich Organizacji Gospodarczych, Sportowych i Społecznych. W 2001 wstąpił do Samoobrony RP. Został przewodniczącym rady powiatowej tej partii. W latach 2002–2005 był z jej ramienia radnym sejmiku wielkopolskiego. W wyborach w 2005 uzyskał mandat senatorski w okręgu kaliskim. Pracował w Komisji Rolnictwa i Ochrony Środowiska oraz Komisji Spraw Emigracji i Łączności z Polakami za Granicą.
W wyborach parlamentarnych w 2007 bez powodzenia kandydował do Sejmu, otwierając kaliską listę Samoobrony RP (otrzymał 3224 głosy).

## Życie prywatne
Jest żonaty, ma dwoje dzieci.